# Líber

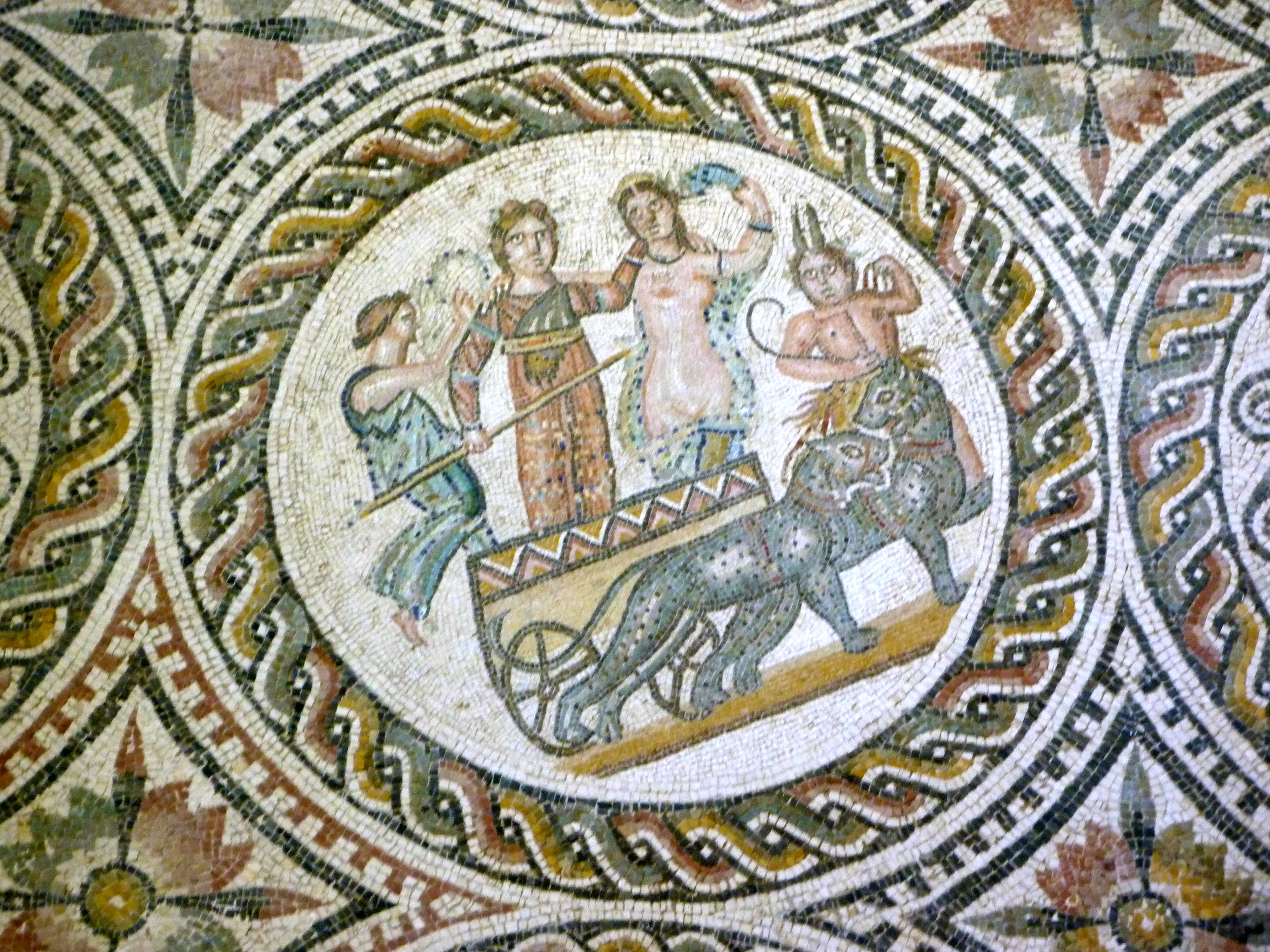
mosaic romà amb Liber Pater representat com a Dionís acompanyat d'un sàtir i dues bacants. Museu de Sabrata (Líbia)

Segons la mitologia romana, Líber fou una divinitat itàlica de caràcter agrari, també anomenat Liber Pater. Tenia cura de les vinyes i de la verema.
Antigament formava una tríada amb Ceres i Líbera, amb les quals tenia un temple conjunt a l'Aventí. Més endavant, fou identificat amb Dionís (Bacus) i n'esdevingué un sobrenom.

## Orígens
A l'antiga Lavinium, era una deïtat fàl·lica des de temps molt remots. Una altra característica era ser el defensor del dret a la llibertat, aclamat pels qui volien fugir de la servitud o de la dependència. Per altra banda, la paraula llatina liber s'associa al concepte de libātio, un ritual que consistia a oferir beguda als déus. Els escriptors romans van oferir diverses propostes etimològiques per explicar els diversos aspectes del culte a Líber.
Sembla que Líber va entrar a formar part de la religió romana poc després de la caiguda de la monarquia i amb la primera amenaça de secessió dels plebeus. Segons Titus Livi, el dictador Aule Postumi va prometre uns jocs per aconseguir la pau social entre patricis i plebeus, a més de la construcció d'un temple dedicat a la tríada formada per: Líber, Ceres i Líbera a l'Aventí. Aquella promesa feta l'any 496 aC es va complir l'any 493 aC i la inauguració es va celebrar amb ludi scaenici, unes representacions teatrals de tema religiós en honor de Líber. Alguns autors creuen que aquestes van ser les primeres obres teatrals representades a Roma i, al mateix temps, van suposar l'inici d'una festa anual en honor d'aquest déu, la Liberàlia. L'acceptació oficial del culte a aquesta tríada, potser va donar pas a introduir les mitologies dels déus grecs equivalents, les històries dels quals devien ser l'argument d'aquelles obres teatrals. L'equiparació va ser: Demèter amb Ceres, Dionís amb Líber, i Persèfone o Kore amb Líbera.
Quan els temes clàssics de la mitologia grega es van esgotar, es van començar a representar obres de contingut subversiu burlesc i agosarat sota l'aparença de temes religiosos. Eren acceptats per ser la comèdia una forma d'alliberar les frustracions de les classes socials romanes més desafavorides: plebeus i esclaus. En aquest sentit s'ha considerat que la tríada de l'Aventí era còpia i antítesi de la tríada capitolina, i es deia, mig de broma mig amb serietat, que els patricis consultaven els llibres sibil·lins del capitoli mentre que els patricis feien cas dels auguris expressats a les obres teatrals representades a l'Aventí.

## Liber, Bacchus i Dionís
L'associació de Líber amb el vi i l'embriaguesa va venir a partir de la identificació amb el déu grec Dionís, el qual ja s'havia romanitzat sota el nom de Bacchus. Les històries mitològiques de Dionís havien passat a considerar-se, seguit el model iniciat per Evèmer en la seva Història sagrada, com a històries veritables i Dionís una mena d'heroi humà fundador de civilitzacions que havia existit realment i després havia passar a ser un déu. Plini diu d'ell que fou el primer a establir la pràctica de comprar i vendre, l'inventor de la diadema com a símbol de la reialesa i el creador de les processons triomfals. Hi ha mosaics romans i relleus en la decoració de sarcòfags que representen aquestes processons, que els grecs anomenaven Thiasos. En la literatura llatina i grega de finals de la República i de l'època imperial es descriuen processons triomfals de Líber que inclouen tots els elements distintius de les processons dionisíaques.

## Líber i la bacanàlia de l'any 186 aC
Mentre que el culte a Líber (Liberàlia) s'havia centrat en dos aspectes: les obres teatrals adreçades a un públic plebeu i la celebració de la majoria d'edat dels nois romans fent el seu primer afaitat i amb el canvi de vestimenta per la dels homes adults; el culte a Bacus (Bacanàlia) s'havia centrat en el poder alliberador del vi pel que fa al desig sexual. L'any 186 aC una denúncia presentada contra les pràctiques orgiàstiques de la bacanàlia d'aquell any va fer que el senat canviés les normes sobre aquesta festa i, de retruc, el culte a Líber es va veure afectat, passant a celebrar-se el mateix dia del culte a Ceres i amb més control per part de les autoritats.

## Déu de la fertilitat

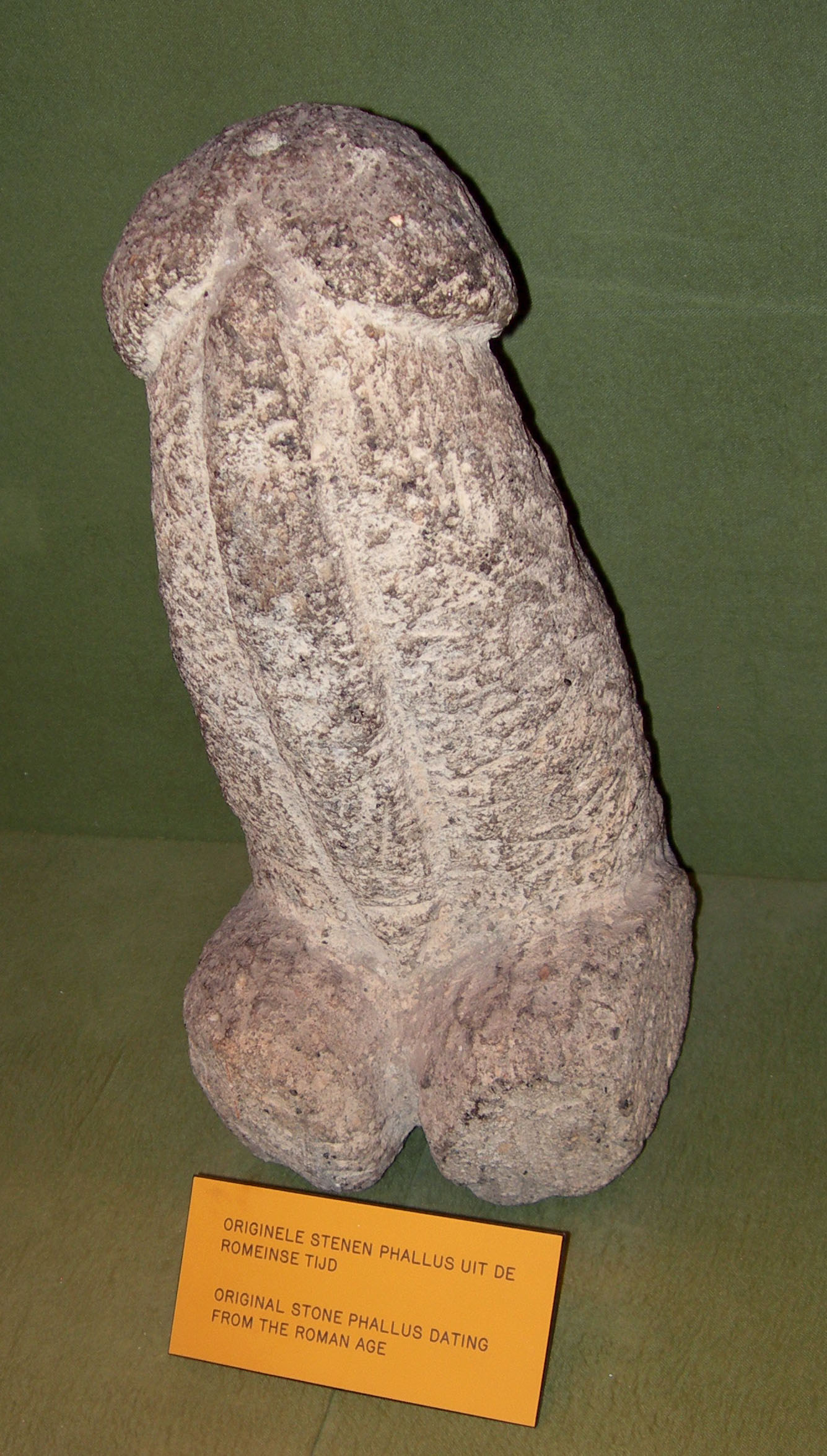
Per la Liberàlia es treia en processó una figura en forma de fal·lus representant a Líber

Sembla que el concepte inicial de Líber era el de ser déu de la fertilitat. Aquesta fertilitat es podia entendre de diverses maneres, una d'elles era la de donar el poder de créixer als camps de conreu i per això és que Ciceró deia que Líber i Líbera eren els fills de Ceres, la deessa de la fertilitat dels camps. També era el fertilitzador o fructificador de les vinyes, el seu poder s'encarnava en el vi, per tant se li oferia una libació de la sacrima, la primera premsada. El poder fertilitzador de Líber arribava també als humans i, com a tal, era representat amb un fal·lus el dia de la Liberàlia.
El vi produït sota la vigilància de Líber era considerat un regal per a les persones i, a diferència del vi produït sota la vigilància de Júpiter, aquest era apte per al seu ús no religiós (vinum spurcum) i es podia barrejar amb aigua o altres ingredients.
Segons deia sant Agustí, a Lavinium el fal·lus que el representava el treien en processó, invocant el poder procreador masculí i la festa durava un mes. El ritual servia alhora per assegurar el bon creixement de les llavors al camp i per allunyar els encanteris fets amb malícia (fascinatus) de les terres de conreu. Per aquesta raó la seva festivitat es feia en primavera, a Roma el 17 de març.
Pels motius ja esmentats, amb relació a la pau social entre plebeus i patricis, Líber va passar de ser únicament un déu de la fertilitat a ser un déu alliberador. El poder alliberador no era només relacionat amb el sexe, com passava amb Baccus, sinó també amb un alliberament del pensament. En un escrit d'Ovidi es lamentava que, per estar residint lluny de Roma, no podia gaudir de les tertúlies amb els seus amics el dia de la Liberàlia en la qual tots parlaven desinhibits gràcies al poder alliberador d'aquest déu.

## Època imperial

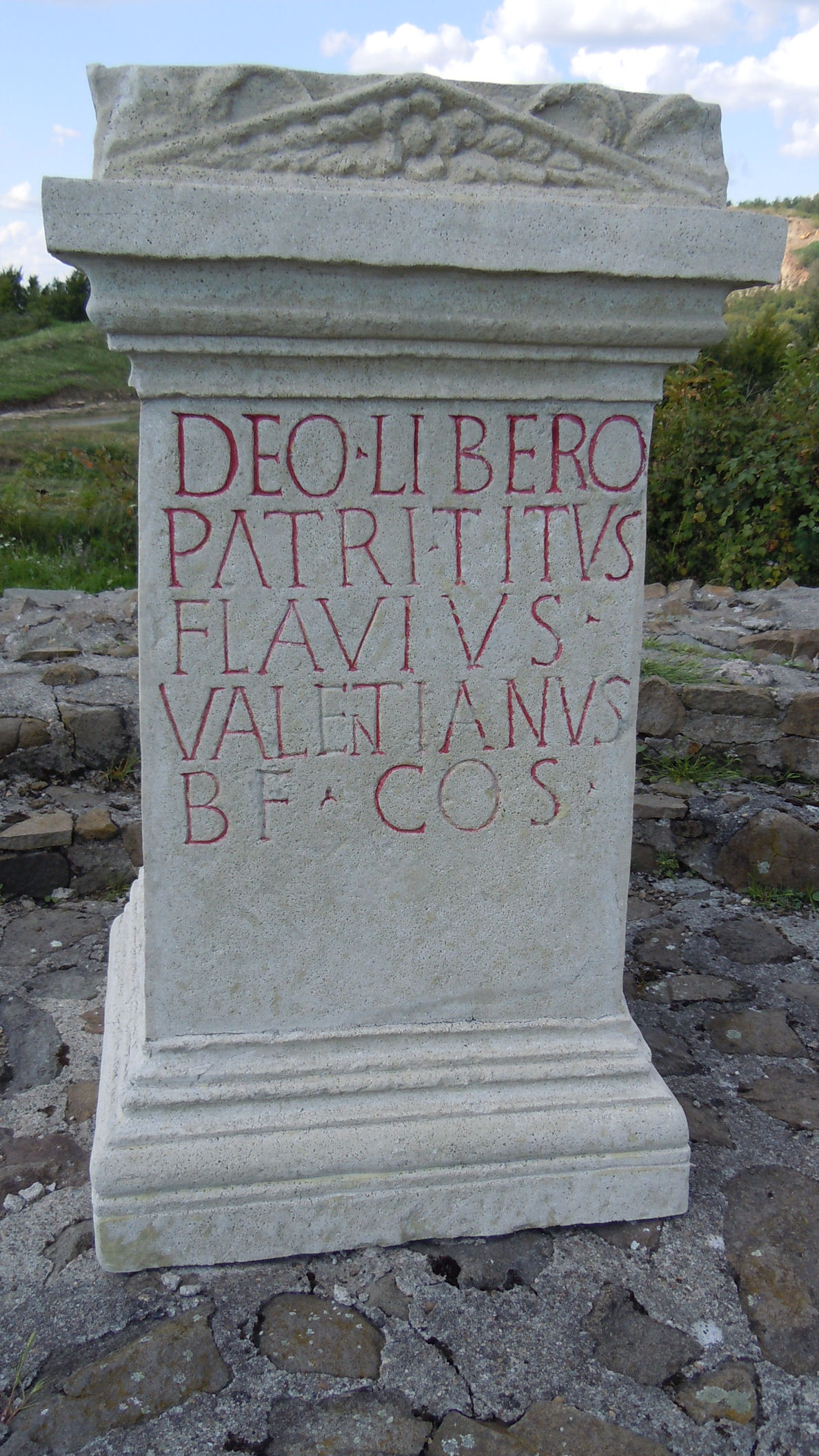
Altar trobat a Porolissum dedicat a Pater Liber per un ciutadà anomenat Flavius Vanlentinus.

L'emperador August estava decidit a guanyar-se el suport dels plebeus i, entre altres coses, va fer restaurar el temple de l'Aventí, però les obres no es van acabar fins després de la seva mort i va ser Tiberi qui va fer la inauguració. Líber, igual com Hèrcules o el culte a l'emperador, van esdevenir figures salvadores de l'estat complementàries als déus principals. Septimi Sever va començar el seu regnat i la seva dinastia amb uns jocs en honor de dues prelles divines: Liber i a Shadrapa, Hèrcules i Melqart, els herois fundadors de la seva ciutat nadiua Lepcis Magna (Àfrica del Nord); després els va construir un temple de grans dimensions i un arc a Roma.
Que el culte a Liber Pater va deixar de ser el d'un déu relacionat exclusivament amb els plebeus es pot veure en el fet conegut que fou una de les moltes deïtats venerades per l'erudit senador i aristòcrata del segle iv Vetti Agori Pretextat.
S'han trobat restes del seu culte durant aquesta època en diferents llocs del territori imperial. A la ciutat de Cosa hi havia un grup de devots a Liber Pater que es negaven a abandonar el culte desobeint l'emperador Teodosi. Probablement un grup de cristians devia trencar el santuari que allà tenien i això els va acabar de convèncer.

## Temples
Plini el Vell va descriure el temple de la tríada de l'Aventí com un temple dissenyat per arquitectes grecs. D'aquell temple no s'ha conservat res i la descripció de Plini no entra en detalls. Vitruvi, en el seu tractat sobre arquitectura, recomanava que el millor estil per fer un temple destinat a Líber era el model jònic perquè era "la justa mesura entre les formes severes de l'estil dòric i la tendresa del model corinti".